# Baltata
Baltata is een natuurreservaat in Noordoost-Bulgarije. Het is gelegen aan de kust van de Zwarte Zee op het grondgebied van het dorp Obrotsjisjte, gemeente Baltsjik, Dobritsj.
Het werd opgericht op 20 april 1978. Op 15 oktober 1999 werd het opnieuw gecategoriseerd als beheerd reservaat. Het doel is om het natuurlijke oeverbos met de bijbehorende fauna en flora te behouden.
Het reservaat beslaat het meest noordelijke langwerpige bos van Bulgarije, aan de monding van de Batova. De rivier ontspringt in het Frangen-plateau onder de naam Jevizli. Het stroomt naar het noorden, en nabij het dorp Batovo draait het naar het oosten en mondt ze uit in de Zwarte Zee tussen Varna en Baltsjik. Het wordt gevormd door karstbronnen. Het is de enige niet-drogende rivier in de Dobroedzja. De monding is een estuarium en het reservaat bevindt zich daar. Baltata ligt in de directe omgeving van het vakantiedorp Albena.

## Flora
De specifieke klimatologische omstandigheden, de aanwezigheid van rijke alluviale zand-kleigronden en de aanzienlijke vochtigheid zijn gunstige voorwaarden voor de ontwikkeling van de langwerpige bossen op deze plaatsen. In bossen met dit karakter overheersen twee boomsoorten: veldiep en es. Ze bereiken een hoogte van 30-35 m. Tot de meest voorkomende boomsoorten behoren zomereik, spaanse aak, wilde peer, haagbeuk, zwarte els, witte abeel, schietwilg, enz. Het bos is jong, met een gemiddelde leeftijd van 45-50 jaar. Het kreupelhout wordt gekenmerkt door een brede verspreiding van gewone en zwarte meidoorn, kornoelje, bramen, rozenbottel, breedbladige kornoelje, hazelaar, sneeuwbal, enz.
Van de lianen is de smilax de meest voorkomende. In het verleden vormde het een dikke, doornige gordel die het bos ondoordringbaar maakte. Samen met de smilax overleven de melkwingerd, de klimop, de wilde wijnstok en de gaspeldoorn nog steeds. De vele klimplanten die dicht in elkaar verstrengeld zijn of uit de bomen neerdalen, geven het bos een jungle-achtige uitstraling.
Onder de grassoorten die zeer kenmerkend zijn, zijn moerasklokje, iris, wilde hyacint en verschillende soorten boterbloemen, zegge, waterkruiskruid, witte en zwarte maretak, en haarmos. Het riet heeft de uiterwaarden van de rivier overgenomen en bieden onderdak aan veel watervogels.